# Ефремкинский карстовый участок
Ефремкинский карстовый участок — пещерный участок, расположенный в горах Кузнецкого Алатау в Ширинском районе республики Хакасия, неподалёку от села Ефремкино. Площадь около 130 кв. км. На территории участка насчитывается 39 изученных пещер.

## Описание
На территории участка насчитывается 39 изученных пещер. На его территории расположена Сыйская палеолеолитическая стоянка, возраст которой оценивается в 34 тысячи лет. Участок расположен на крутых склонах верхнего и среднего течения реки Белый Июс со множеством скальных выходов и горной тайгой. Именно пещеры со следами стоянок древнейших людей принесли широкую известность Малой Сые. Пещеры участка представляют собой не только научный, но и спортивный интерес. Карстовые пещеры Ширинского района являются основным местом зимовки летучих мышей.

## История исследования
Первые печатные сведения о пещерах района относятся к началу XVIII века и содержатся в работах Ф.И.Страпенберга, Я.Г.Гмелина, П.С.Палласа. В 1975-1977гг. в пещерах были организованы стационарные исследования льдов и микроклимата. В Малой Сые до 1982г. располагалась база института мерзлотоведения СО АН СССР.

## Данные об основных гротах и пещерах участка[1]
| №  | Название пещеры, грота  | длина, м. | глубина, м. |
| -- | ----------------------- | --------- | ----------- |
| 1  | пещера Ящик Пандоры     | 11000     | 195         |
| 2  | пещера Кашкулакская     | 820       | 50          |
| 3  | пещера Западная         | 700       | 115         |
| 4  | пещера Археологическая  | 560       | 45          |
| 5  | пещера Крест            | 380       | 65          |
| 6  | пещера Кирилловская     | 320       | 36          |
| 7  | пещера Коммунаровская   | 210       | 65          |
| 8  | пещера Виноградовская   | 200       | 82          |
| 9  | пещера Крутая           | 150       | 75          |
| 10 | пещера IV Фронт         | 130       | 75          |
| 11 | пещера Находка          | 116       | 32          |
| 12 | пещера Козья Яма        | 100       | 22          |
| 13 | пещера Ефремкинская     | 95        | 16          |
| 14 | грот Берлога            | 95        | 6           |
| 15 | пещера Пионерская       | 86        | 20          |
| 16 | пещера Миртовская       | 80        | 40          |
| 17 | пещера Архимедов провал | 70        | 40          |
| 18 | грот Тохзасский         | 60        | 8           |
| 19 | грот Кип                | 50        | 5           |
| 20 | пещера Фишка            | 40        | 28          |
| 21 | пещера Холодная         | 36        | 28          |
| 22 | грот Мышь               | 36        | 6           |
| 23 | грот Надюша             | 32        | 6           |
| 24 | грот Евпатория          | 28        | 9           |
| 25 | грот Проскурякова       | 25        | 0           |
| 26 | грот Циркуль            | 14        | 6           |

## Краткое описание некоторых пещер и гротов участка

### пещера Ящик Пандоры
Расположена в 4-х километрах от деревни Малая Сыя, на левом берегу реки Белый Июс. Суммарная протяжённость отснятых ходов 11000 м (по неофициальным данным до 17000 м), категория сложности — 3Б. Вторая по длине пещера Сибири в известняках (после Ботовской в Иркутской области). Открыта в 1981 году путём поиска продолжения в гроте Широком. Во входном гроте были обнаружены следы пребывания человека (керамика, расколотые кости). Пещера имеет этажную структуру. Верхние этажи представлены несколькими объемными гротами, с богатыми натечными образованиями, а нижние этажи находятся на уровне грунтовых вод. Стены проработаны водой и имеют характерную ячеистую структуру. На базисном уровне множество озёр. Верхние и нижние этажи соединены между собой узкими ходами, распространённым по тектоническим нарушениям.

### пещера Археологическая
Геологический памятник природы республиканского значения (1977г.). Расположена в 900 м от п. Малая Сыя, в 50 км от ж.-д. станции Шира). 
Карстовая пещера длиной 270 м. и глубиной 37 м., I категории сложности. В пещере обнаружена стоянка древнего человека. Место обитания летучих мышей. Имеет природоохранное, научное, просветительское, культурно-историческое, рекреационное значение. Открыта в 60-е годы спелеологом Виктором Стоценко и группой школьников-пионеров в результате разбора входного завала.

### пещера Крест
Другие названия: Сыйская, Ледяная. Геологический памятник природы республиканского значения(1977г.), 6 км. западнее села Малая Сыя). 
Карстовая пещера с протяженностью ходов 388 м., глубиной 72 м. Обнаружена стоянка древнего человека. Места обитания летучих мышей. Имеет природоохранное, научное, просветительское, культурно-историческое, рекреационное значение. Присутствуют многолетние пещерные ледники. Категория сложности - 2А.

### пещера Кашкулакская
Расположена в 9 км от с.Топаново на склоне горы Кошкулак. Протяженность ходов 820, глубина 49 м. Древними людьми пещера использовалась как культовая. Интересно происхождение и убранство пещеры. Возле входа в центре зала находятся остатки кострища для подношений, которому более 2 тыс. лет. Категория сложности - 2Б.

### грот Проскурякова
Длина грота — 25 м. Одно из самых древних известных местонахождений пребывания человека. Здесь найдены кости ископаемых животных более чем 20 видов. Возраст ранних культурных слоев грота — более 46 тыс. лет (древнее только грот Двуглазка). На стенках грота обнаружены наскальные рисунки, нарисованные охрой приблизительно 4,5 тыс. лет назад. Впервые научные разведки пещер этого района были проведены преподавателем Красноярской гимназии П. С. Проскуряковым и результаты опубликованы в 1890 году. В 1971 году исследователями пещер были сделаны первые находки - кости животных (мамонта, шерстистого носорога, бизона, пещерной гиены и других) и первые каменные орудия, отнесённые специалистами к палеолиту, т. е. древнекаменному веку.

### грот Тогыз-асский
Тогыс Ас с хакасского - девять ртов. Самый большой грот Тогыс-Азского массива имеет длину 60 м и глубину 8 м Высота входа 12 м, ширина - 15 м. Впервые о нём сообщил в 1889 г. красноярец П.С. Проскуряков. Он указал размеры, упомянул о найденных им костях животных, фрагментах керамики, а также о рунической надписи на правой стене. Эта надпись, выполненная красной и чёрной краской, была расшифрована позднее. Возможно, она была написана от лица человека, имевшего отношение к правителю средневекового древнехакасского государства Хягас, ставка которого размещалась в низовьях Белого Июса.